# Acanthocanthopsis chilomycteri
Acanthocanthopsis chilomycteri is een eenoogkreeftjessoort uit de familie van de Chondracanthidae. De wetenschappelijke naam van de soort is voor het eerst geldig gepubliceerd in 1889 door Thomson.